# Stortjärnen (Mora socken, Dalarna, 683429-141472)
Stortjärnen är en sjö i Mora kommun i Dalarna och ingår i Ljusnans huvudavrinningsområde.